# Anders Uddfors
Edwin Lars Anders Uddfors, född 11 augusti 1967, är en svensk företagsledare som är VD för Prosero Security Group sedan juli 2022. 
Anders Uddfors har haft en lång karriär med flera ledande befattningar inom framgångsrika bolag. Senast kom han från tjänsten som VD på Lernia AB. Dessförinnan var han VD för Lindorff Sverige AB och koncernchef och samt VD för Semantix. Han har även varit affärsområdeschef för Manpower. Han har innehaft flera styrelseuppdrag och är för närvarande styrelseordförande i Origo Group.
Anders Uddfors har läst fristående kurser i ekonomi och juridik vid IHM Business School och IFL vid Handelshögskolan i Stockholm.